# FX型デジタル分光相関器
FX型デジタル分光相関器（FXがたデジタルぶんこうそうかんき）とは、東京天文台（現：国立天文台）の近田義広らによって開発された電波天文学用の専用解析計算機のこと。日本天文学会の天文学辞典では、「相関器」と解説される。また、書籍「現代の天文学」では「電波分光計」と解説される。それの意味は、恒星、惑星、銀河系、星雲、星団、果ては宇宙の背景輻射に至る、様々な天体からの電波を分光する事によって、それらを構成する物質、温度、相対速度などを観測するための装置だからである。

## 概説

### 名称の由来
FXの名称の由来は、Fがフーリエ変換、Xが相互相関演算（eXchange Correlation Operation）を表す。フーリエ変換後に相関演算を行うのが特徴。逆の順番で演算を行うものはXF型相関器と呼ばれる。近年は、LSI技術の高度化やホスト計算機の性能向上によって、中間型のシステムも生まれてきており、単に「相関器」または「電波分光計」とする記事もある。

### 電波天文学における相関演算の意味
天体からの電磁波を捉えるアンテナ毎に、位相を{\displaystyle \pi /2}ずらした値を同時に得る事で、「複素デジタル変換」したデータ同士の「和を取り」尚かつ「時間平均を取る演算」の事である。この値を「ビジビリティ（visibilty）」と呼び、干渉計として構成された観測装置の基本的な測定量である。このデータ量は、天体からの電波の輝度分布に一致する。同時に、面積分を行うことで広がった電波輝度分布を測定できる。 

### 成果
専用演算器が開発された事によって、大型コンピュータに負荷をかけることなく、電波望遠鏡のデータを解析し、スペクトル分析を行うことができるようになった。このことにより、暗黒星雲内に存在する多数の星間分子が同定された。
また、デジタル計算機を用いることが可能になったため、データ処理性能の向上が行われた。具体的には、30日掛かった計算が、1日で終わるようになった。このことにより、観測装置の運用効率が高まり電波天文学分野における研究の効率化に寄与した。

## 誕生の経緯

### FX型相関器の前史
- 1965年（昭和40年） - 森本雅樹、赤羽賢司の両名によって東洋レーヨン科学振興基金より800万円が助成。
- 1967年（昭和42年） - 三鷹観測所に「6mミリ波望遠鏡」の建設を開始。
- 1969年（昭和44年） - 海部宣男らによって、「30チャンネル電波分光計」の開発を開始[4]。この「電波分光計」は、フーリエ変換はアナログフィルターで行い、相関演算をデジタルで行う相関器。
- 1972年（昭和47年）- 「電波分光計」によって、パラ{\displaystyle {\ce {H2CO}}}分子及び{\displaystyle {\ce {OCS}}}分子の新しい遷移を「72GHz」で検出することに成功。

この「電波分光計」は、ホスト計算機には接続できなかった。そのため16進数で出力されるデータを読取り、電卓を用いて10進数に変換することで、方眼紙に人の手でプロットしなければならないものであった。

### デジタル型相関器の歴史
- 1964年（昭和39年） - 東京大学航空研究所に所属していた「五十嵐寿一、石井泰、杉山清春」によって、試作機を開発。目的は、振動・音響現象における相関現象を解析するためであった[5]。
- 1980年（昭和55年） 
  - 野辺山宇宙電波観測所内の会議で、デジタル相関器の開発仕様が確定。
  - 交渉の結果、開発メーカが確定し、開発を発注。発注先は富士通。
- 1982年（昭和57年）
  - 野辺山宇宙電波観測所連名で、「天文月報6月号」にて発表[6]。
  - 富士通の「小坂義裕、井手健一、河田俊弘」によって、「計測と制御10月号」に発表[7]。
- 1983年（昭和58年）
  - 「デジタルFFT分光相関器（FX）の調整と性能評価」の演目で、「春日隆・近田義広・石黒正人・森田耕一郎・平林久・森本雅樹・半田一幸・宮沢敬輔・長根潔・村田和男・東条新・井上志津代・神沢富雄・岩下浩幸（以上、東京天文台野辺山）」が、日本天文学会1983年秋季年会で発表。
  - 郵政省電波研究所に、VLBI用K3型デジタル相関器が設置される。ただし、この装置は全てディスクリート型。
- 1984年（昭和59年） - 東京天文台の近田義広は、雑誌「科学」へ「天体観測用の信号解析スーパープロセッサ」として発表[8]。
- 1992年（平成3年） - 川崎市に所在する「エレックス工業」との共同開発により、FPGA及びASICを用いた「F-FX型相関器」を開発。
- 1997年（平成8年） - 沖電気との共同開発により、スペースVLBI計画用（VSOP計画）の「三鷹相関局」が開発され設置[9]。

### FX型が生まれた場所
この計算機は、当時の東京天文台が長野県南佐久郡南牧村にて運用を始まったばかりの、野辺山宇宙電波観測所の10m電波望遠鏡群（ミリ波電波干渉計＝以下、NMAと記す）からの観測データ解析を目的として開発を行った。NMA（Nobeyama Milimeter Array）には、分光専門のFX型とUWBC（Ultra Wide Band Correlator）と呼ばれるXF型が搭載されている。UWBCは、検算を行うことが出来る装置でもあり、受信した生データと比較を行うなどの用途にも用いられた。

### XF型が生まれた理由
45mミリ波電波望遠鏡には、当時最先端の技術として音響光学型電波分光計を搭載していた。しかし、この装置は原理的には「アナログ型」である。更には「精密な光学部品」を搭載していた関係で、装置間の個体差が大きく観測運用時の調整が必要となり、運用時には細心の注意を払わなければならないなどのデメリットもあった。そのため、XF型デジタル分光計の開発も行った。

### 結果
これらの装置によって、開口合成演算や分光測定の信頼性が高まることになった。具体的な成果としては、NMAのデータ処理時間が短縮され、東京天文台関係者だけによる占有観測所であった野辺山宇宙電波観測所が、共同利用観測施設として公開できるようになった事であると評価されている。

## 仕組み
電波望遠鏡から送られてくるデータをデジタル変換した後に、高速フーリエ変換及び各データ間の相関演算を全てハードウェアにて行う。
具体的には、
演算処理の結果は、各周波数毎の「像データ（クロスパワースペクトル）」であるから、この結果を元にして「天体の電波写真」を合成する。
このうち「3〜11」までの処理を行う計算機が「FXデジタル型分光相関器」である。なお、「5〜9」までのプロセス及び「11」については並列化が容易に可能なため、大規模なVLBIシステムを構築する場合にも有効となる。

## 性能

### 演算性能
- 最初に生まれたデジタル相関分光器の性能は、1MOPS（Million Operation Per Second）程度であった。デジタル分解能は3bitであり、1MHzのクロックで駆動した。
- 次のモデルは、10MHzで駆動するタイプのもので、10MOPSに達した。原理上並列化が容易なため、LSI内部で並列化が行えた。よって、10GOPS相当の相関分光器が誕生した。
- 高密度ASIC化による回路の並列化を行うことで、最終性能は100GOPSに達した。それ以前は、フーリエ変換部と相関演算部は別々のLSIだった。

あくまでも「FX型デジタル分光相関器」における理論性能である。電波写真の合成に関しては、バックエンドに接続されるコンピュータの性能によって最終的には異なる。なお、100GOPSという性能は、相関演算を1秒間に1000億回実施できる性能ということである。

### 開発のプロセス[8]
1. 最初は、ROMパラメータや加算器、乗算器、除算器による試作機（A4サイズの電子回路基板、なお電子工学の世界では試作回路と呼ぶ）を開発した。
2. その回路図を基にして、半導体（ASIC = Application Specific Integrated Circuit）化を行った。
3. その後、低価格かつ高性能なFPGA（Field Programmable Gate Array）などがあるため、そちらを応用した相関器も開発した。
4. FPGAではVHDLを用いて開発することが出来るため、そのデータを基にして高密度ASICを開発した。

## 2008年頃の用途
ALMA計画では80台の電波望遠鏡群を建設するプロジェクトであるが、その内訳は広がった天体構造を高感度で観測する16台のACA（Atacama Compact Array）干渉計と、64台の高分解能干渉計という2つの望遠鏡である。このACA干渉計にFX型デジタル分光相関器技術が用いられる予定である(以下、総合科学技術会議評価資料参照）。2008年当時は、信頼性検査などの状態であるが、望遠鏡本体との調整が必要なためである。なお、詳細な資料は以下のリンクを参照。
ALMA計画用の「相関器」は、大規模FPGA型の製品を用いたFFT及び相関演算を同時に行う装置である。また、同様の装置は、Acqiris社から帯域1GHzのデジタル分光計AC240が発売されていた。この装置は、ウィーナー＝ヒンチンの定理を用いて、同時にFFTと相互相関演算行う仕組みになっている。詳細は、"Tools of Radio Astronomy" 等を参照されたい。

## 2010年代以降の発展
専用インターネットの高速化やPCを用いたコンピュータ・クラスター計算機の性能向上に伴い、ソフトウェア処理へと発展した。この方法であるならば、ASICを用いるよりは価格性能比が高く、データ補正などもフレキシブルに対応ができるため、現在の「相関器」はソフトウェア処理によって実現されている。

### 開発機関
- 総合研究大学院大学 - 国立天文台 - 野辺山宇宙電波観測所

### 学術利用分野
- 電波天文学 - 電波望遠鏡 - ASTE望遠鏡 - ALMA
- 計算物理学 - シミュレーション天文学 - GRAPE

### 技術開発協力
- 富士通

### 宇宙電波観測についての解説
- 山口大学 宇宙電波の観測

### デジタル相関器の解説
- 日本天文学会 相関器
- 鹿児島大学 FXS:新開発のソフトウェア広帯域デジタル分光計 [リンク切れ]